# ۱۰۹۴ (خورشیدی)
۱۰۹۴ هزار و نود و چهارمین سال هجری خورشیدی است.